# Pește

Morfologia externă a unui pește osos. 1.Opercul 2,5. Linia laterală 3.4. Înotătoare dorsale 6.Înotătoare codală 7. Înotătoare anală 8. Solzi 9. Înotătoare abdominală 10. Înotătoare pectorale

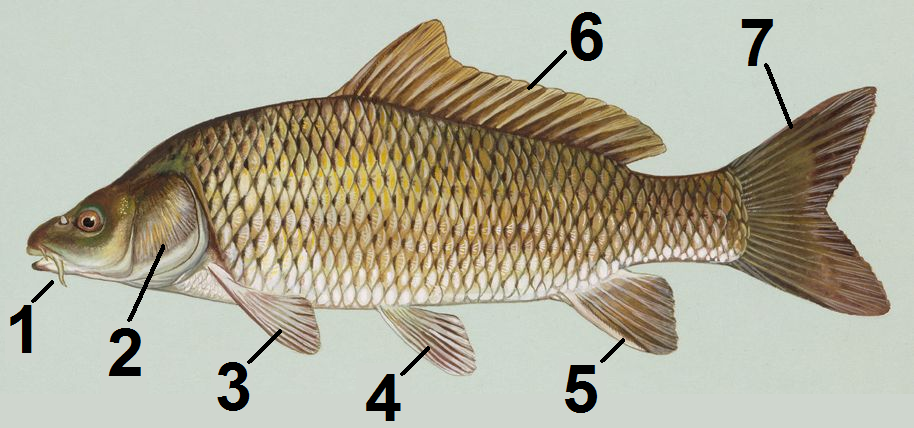
Înotătoarele la crap (Cyprinus carpio)
1 - mustăți; 2 - opercul; 3 - înotătoare pectorale (perechi); 4 - înotătoare ventrale sau pelviene (perechi); 5 - înotătoarea anală; 6 - înotătoarea dorsală; 7 - înotătoarea caudală.

Peștele este un animal vertebrat, craniat, ce trăiește în mediu acvatic. El respiră oxigen dizolvat în apă. Se cunosc aproximativ 29000 de specii de pești. Știința ce se ocupă cu studiul peștilor se numește ihtiologie. Peștii sunt animalele cele mai puțin dezvoltate dintre craniate.

## Morfologie externă
Corpul este fusiform, are forma hidrodinamică, dar poate fi turtit dorsoventral. Este alcătuit din 3 părți: cap, trunchi și coadă. Peștii au 2 tipuri de înotătoare: Perechi (pectorală și abdominală) și neperechi (dorsală, codală și anală). Cele perechi au o structură stabilă, fiind formate din piesele osoase ale centurii scapulare și pelviene. Ele ajută peștii să se scufunde în apă, să facă rotații, să mențină corpul într-o poziție normală. Cele neperechi sunt pliuri ale pielii, susținuți de raze osoase externe. Înotătoarea codală participă la propulsarea înainte a peștelui, înotătoarele anale și dorsale participă la menținerea echilibrului în timpul înotului.
Pielea este acoperită cu un mucus secretat de celulele glandulare tegumentare. Corpul este acoperit cu solzi protectori sau plăci osoase de origine dermică. Colorația este determinată de cromatofori, celule care se află sub piele și conțin granule de pigmentare.

## Morfologie internă

### Organe de simț

#### Văzul
Ochiul are o structură și origine complexă de forma unui glob, însoțit de organe anexe. Celulele fotosensibile se găsesc în retină și recepționează lumina. Ochii nu au pleoape și au o membrană nictitantă. Ochiul peștilor osoși este hipermetrop (nu vede aproape) și se poate acomoda numai pentru o vedere în depărtare. Distanța minimă la care poate vedea este de 5m.

#### Mirosul
Organul olfactiv este dezvoltat, fiind reprezentat de 2 nări și 2 săculeți dinăuntrul capului, ce conțin câteva celule olfactive.

#### Auzul
Organul auditiv este reprezentat numai prin urechea internă (labirintul membranos) formată din utriculă, cu trei canale semicirculare și saculă, cu o formațiune numită lagenă.

#### Gustul
În piele se află celulele gustative și tactile ale peștilor.

#### Tactilitatea
Receptorii tegumentari se prezintă în special prin linia laterală. Excitațiile tactile sunt percepute și de mugurii senzitivi, comuni pentru excitațiile gustative. Ei sunt răspândiți în cavitatea bucală, pe buze, pe mustăți, pe cap și toată suprafața corpului.

### Scheletul

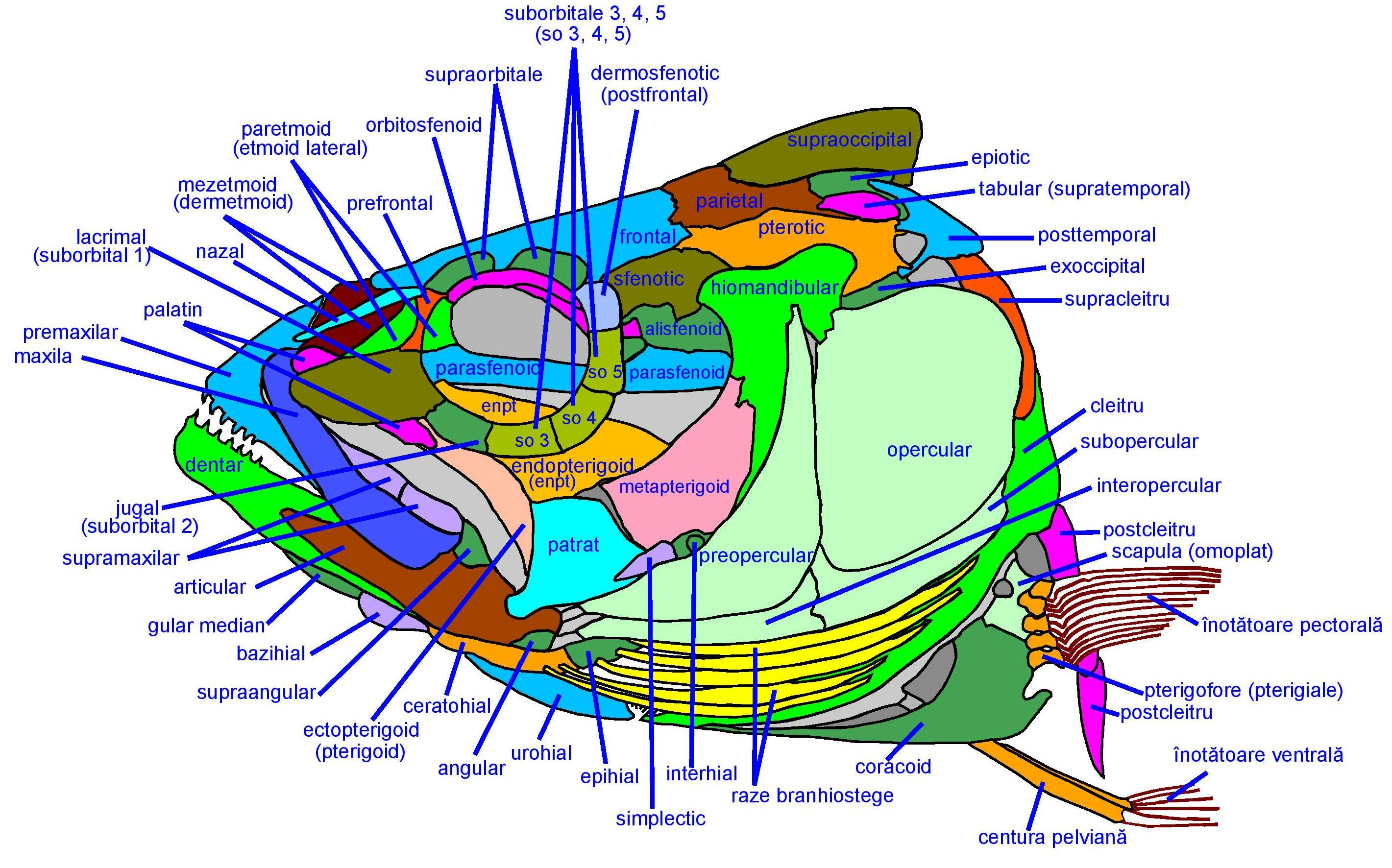
Oasele craniului peștilor teleosteeni

Peștii dispun de schelet intern format din scheletul capului, trunchiului și înotătoarelor.
Scheletul capului cuprinde cutia craniană, oasele feței, oasele gurii, operculele. Scheletul trunchiului este format din coloana vertebrală care cuprinde un număr diferit de vertebre. De apofizele acestora sunt prinse coastele. Coloana vertebrală este unită de un os cartilaginos direct cu cutia craniană și coastele. Ea se împarte în 2 regiuni: toracală și codală. Peștii nu au stern. Înotătoarele neperechi (dorsală, codală și anală) au un schelet format din raze externe osoase ce susțin o membrană tegumentară. Înotătoarele perechi sunt formate din structuri osoase ale centurilor și structuri ale părților libere ale înotătoarelor. Prin intermediul centurilor scapulară și pelviană, înotătoarele perechi sunt prinse de scheletul corpului și musculatură.

### Musculatura
Musculatura peștilor este reprezentată, în principal, de 2 bande de celule musculare, întinse de-a lungul fiecărei laturi a corpului. Acestea asigură flexiunea trunchiului. Alți mușchi sunt cei cranieni. Aproape toți peștii au vezica înotătoare (scrumbia nu are vezică), care este umplută cu o mulțime de gaze, în special oxigen. Ea ajută peștele să-și modifice densitatea corpului.

### Sistemul nervos

#### Sistemul nervos central
Sistemul nervos tip tubular central la pești constă din encefal și măduva spinării.

##### Encefalul
Encefalul se caracterizează printr-un mezencefal mare, în care se localizează terminațiile neuronilor ce pornesc de la retină, și hipotalamus cu lobi inferiori, sacul vascular și un cerebel, de regulă foarte dezvoltat. Are 10 perechi de nervi cranieni, fiziologic fiind nervi senzitivi, motori și micști.

##### Măduva spinării
Nervii rahidieni au 2 rădăcini care se unesc în afara măduvei, formând un nerv mixt. Nervii rahidieni sunt în legătură cu sistemul nervos simpatic.

### Sistemul circulator
Cea mai mare deosebire a sistemului circulator la pești față de celelalte vertebrate este că sângele trece o singură dată prin inimă, de aceea circulația este simplă și închisă. Prin inimă curge sânge bogat în dioxid de carbon, care prin aorta ventrală ajunge în branhii, unde cedează dioxidul de carbon și se îmbogățește cu oxigen. Aorta dorsală asigură transportarea lui spre organe. Sunt animale poichiloterme (temperatura corpului variază în raport cu temperatura mediului).
În anul 2015 a fost descoperit pentru prima dată o specie de pește cu sânge cald - Lampris guttatus.

#### Inima
Inima peștilor este bicamerală, fiind compusă dintr-un atriu și un ventricul.

### Sistemul digestiv
Aparatul digestiv începe cu cavitatea bucală. Limba și glandele salivare lipsesc. Urmează faringele, esofagul, apoi stomacul. La peștii lipsiți de stomac, esofagul este scurt și continuă cu intestinul. La peștii răpitori stomacul este voluminos și se poate dilata ușor. Ficatul este bilobat sau trilobat și are vezică biliară. Pancreasul endocrin este reprezentat prin insulele Langherhans. La peștii cartilaginoși, apar dinții, din solzii placoidali. Aceștia sunt slab diferențiați, fixați de maxilare și permanent schimbați.

### Sistemul reproducător
La pești, reproducerea are loc în mediul acvatic. Sunt animale unisexuate. Fecundația este în general externă, mai rar internă (la peștii cartilaginoși). Dezvoltarea oului în afara organismului parental se întâlnește la peștii ovipari. La speciile ovovivipare (rechini, crosopterigeni), dezvoltarea embrionară are loc în interiorul corpului (de exemplu, în gură). Speciile vivipare nasc pui care s-au dezvoltat în organismul matern, embrionul fiind adăpostit în ovar.
Organele sexuale la mascul sunt testiculele, unde se dezvoltă spermatozoizii scufundați în lichid lăptos (lapții), iar la femele – ovarele în care se dezvoltă ovulele (icrele).

### Sistemul excretor
Aparatul excretor este reprezentat prin doi rinichi alungiți în apropierea coloanei vertebrale cu câte un ureter scurt, care se unesc într-un canal ce se deschide în cloacă.
În stadiul embrionar rinichiul este de tip pronefros – este alcătuit din tuburi urinifere așezate perechi și care comunică cu cavitatea corpului printr-o pâlnie ciliată numită nefrostom; în apropierea ei se găsește glomerul vascularizat cu rol în transportul produselor de excreție; tuburile urinare se deschid în afara corpului prin canalul Woff, care se deschide în cloacă.
La adult – mezonefros, nefrostomul este rudimentar și închis. Tuburile urinifere formează capsula lui Bowman, care acoperă glomerulul vascular. Tuburile urinifere primesc produsele toxice direct din sânge, iar glomerulul vascular devine intern (glomerulul lui Malpighi). Rolul ureterului îl are canalul Woff.
Vezica urinară se formează prin dilatarea uterului.
La excreție participă și branhiile și pielea.

### Aparatul respirator
Aparatul respirator este reprezentat de aparatul branhial. În inspirație, apa pătrunde prin gură în cavitatea branhială și scaldă branhiile. În expirație, gura se închide și apa, fiind împinsă prin lamelele branhiilor, se elimină de sub opercule. La unii pești (crosopterigeni și dipnoi) sunt prezenți plămânii saciformi, cu o structură simplă și o vascularizare tipică.

## Clasificare

### Taxonomie

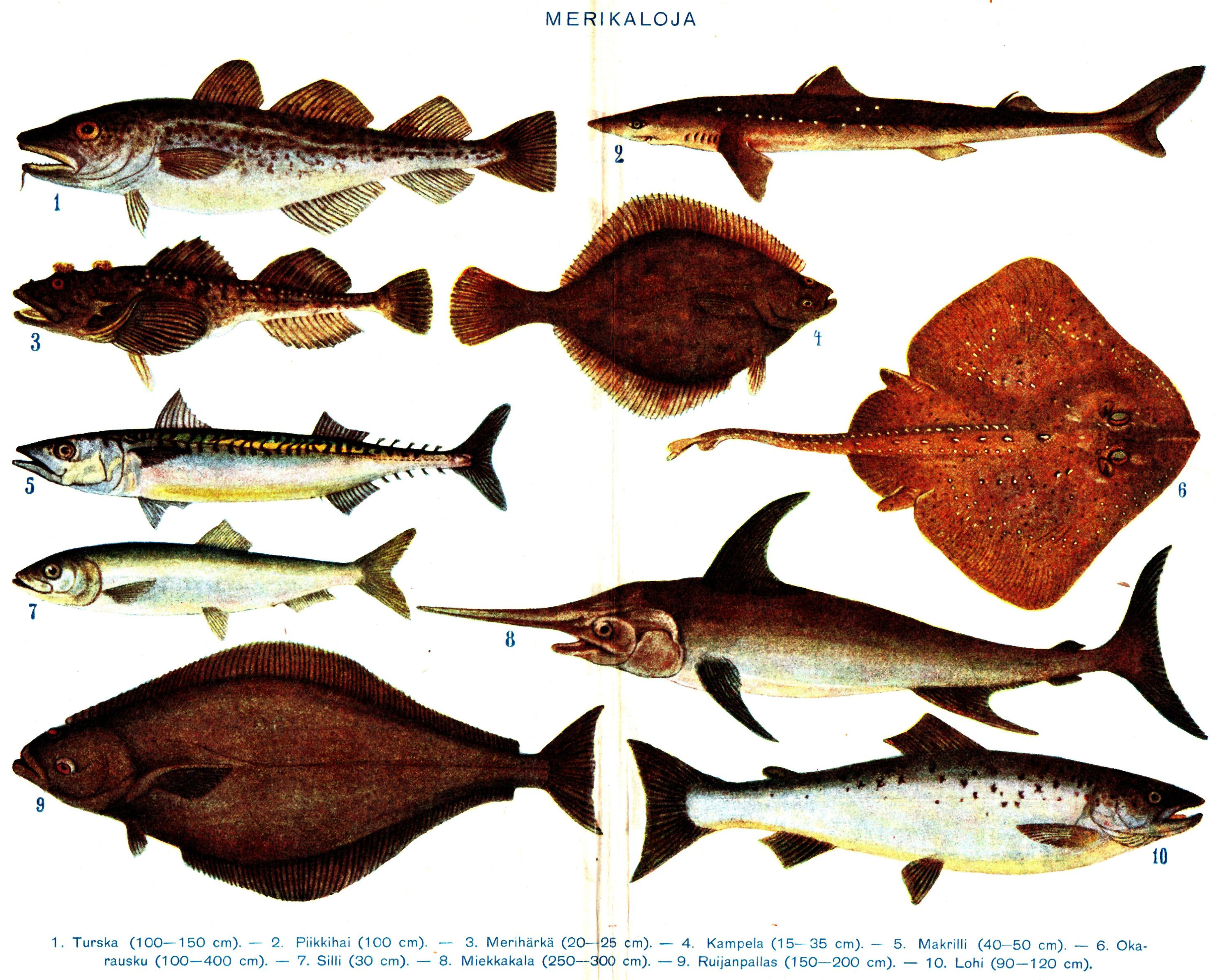
Pesti

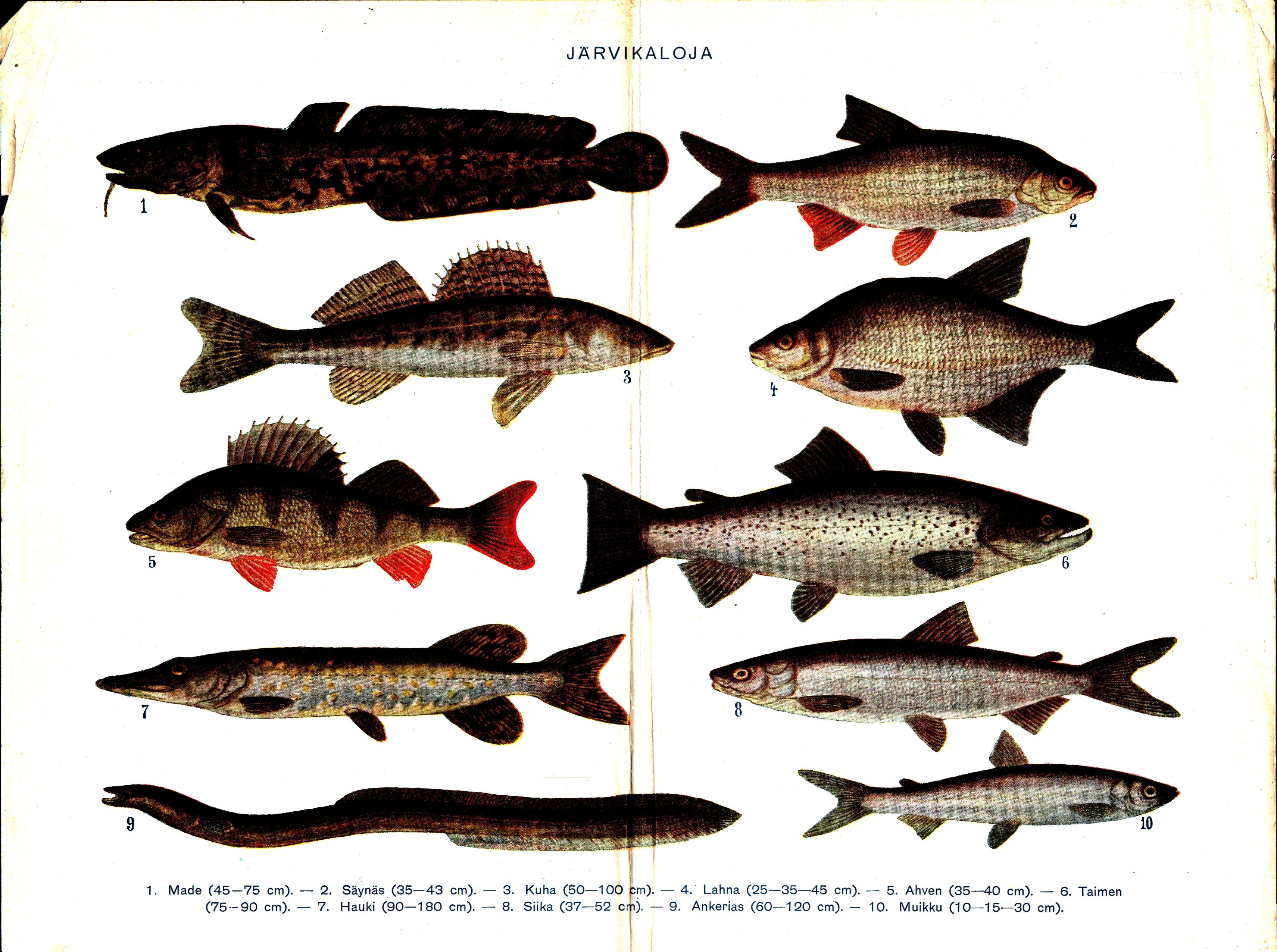
Pesti

#### supraordinChondrostei
- Cladistodei
  - Polypteridae

#### supraordinTeleostei
- Isospondyloidei
  - Notopteridae
    - Xenpmystus
- Osteoglossidae
  - Osteoglossum
    - Pantodontidae
- Pantodon
  - Mormyroidei
    - Mormyridae
- Marcusenius
  - Ostariophyrsoidei
    - Characioidea
- Characidae
  - Erythriniae
    - Lebiasina
- Phoxinopsis
  - Anostominae
    - Abramites
- Anostomus
  - Chilodus
    - Curimatopsis
- Laemolyta
  - Leporinus
    - Prochilodus
- Schizodon
  - Characinae
  - Characins
    - Alestes

- Asiphonichtys
  - Carnegiella
    - Chalceus
- Charax
  - Copeina
    - Corynopoma
- Ctenobrycon
  - Exodon
    - Gastropelecus
- Phenacogrammus
  - Pyrrhulina
    - Thoracocharax
- Triportheus
  - Cheirodontinae
    - Anoptichthys
- Aphyocharax
  - Arnoldichtys
    - Astyanax
- Creagrutus
  - Creatochanes
    - Gymnocorymbus
- Hemibrycon
  - Hemigrammus
    - Hyphessobrycon
- Moenkhausia
  - Prionobrama
    - Pristella
- Thayeria
  - Serrasalminae
    - Colossoma
- Methynnis
  - Mylossoma
    - Serrasalmus
- Glandolocaudinae
  - Gephyrocharax
    - Glandulocauda
- Mimagoniates
  - Pseudocorynopoma
    - Crenunchinae
- Crenunchus
  - Hemiodontinae
    - Characidium
- Hemiodus
  - Nannostomus
    - Poecilobrycon
- Cithariniae
  - Nannaethiops
    - Neolebias
- Phago
  - Gymnotiodea
    - Gymnotidae
- Gymnotus
  - Apteronotidae
    - Hypopomus
- Cyprinoidea
  - Cyprinidae
    - Brachydanio
- Caecobarbus
  - Carassius
    - Chrosomus
- Danio
  - Esomus
    - Labeo
- Morulius
  - Osteochilus
    - Puntius
- Rasbora
  - Rhodeus
    - Tanichthys
- Cobitidae
  - Acanthophtalmus
    - Botia
- Cobitis
  - Lepidocephalus
    - Misgurnus
    - Noemachelius
- Nematognathoidea
  - Doradidae
    - Acanthodoras
    - Astrodoras

  - Pimelodidae
    - Microglanis
    - Pimelodella
    - Pimelodus
    - Sorubim

  - Bunocephalidae
    - Bunocephalus

  - Callichthyidae
    - Callichthys
    - Corydoras

  - Siluridae
    - Kryptopterus
    - Ompok

  - Mystidae
    - Mystus

  - Loricaridae
    - Farlowella
    - Hypostomus
    - Loricaria
    - Otocinclus
    - Xenocara

  - Mochokidae
    - Synodontis

  - Malapteruridae
    - Malapterus
- Synentognathoidei
- Exocoetoidea
  - Hemiramphidae
    - Dermogenys
- Cyprinodontoidea
- Cuprinodontoidea
  - Cyprinodontidae
    - Aphanius
    - Aphyosemion
    - Aplocheilichthys
    - Aplocheilius
    - Chriopeops
    - Cubanichthys
    - Cynolebias
    - Cynopoecilus
    - Cyprindon
    - Epiplatys
    - Fundulus
    - Jordanella
    - Leptolucania
    - Nothobranchius
    - Oryzias
    - Pachypanchax
    - Pterolebias
    - Rachovia
    - Rivulus
    - Valencia

  - Goodeidae
    - Neotoca
- Poecilioidea
  - Poecilidae
    - Alfaro
    - Belonesox
    - Brachyrhaphis
    - Cnesterodon
    - Gambusia
    - Girardinus
    - Glaridichtys
    - Heterandria
    - Jenynsia
    - Lebistes
    - Limia
    - Micropoecilia
    - Mollienesia
    - Phallichthys
    - Phallocerus
    - Phalloptychus
    - Poecilia
    - Poecilistes
    - Pseudoxiophophorus
    - Quintana
    - Xiphophorus
- Thoracostoidei
  - Gasterosteidae
    - Apeltes
    - Eucalia
    - Gasterosteus
    - Pungitius
- Solenichthyoidei
  - Syngathidae
    - Hippocampus
- Percomorphoidei
- Perccesoces
  - Atherinidae
  - Taeniomembradinae
    - Alepidomus

  - Melanotaeniinae
    - Melanotaenia
    - Telmatherina
- Anabantoidea
  - Anabantidae
    - Anabas
    - Belontia
    - Betta
    - Colisa
    - Helostoma
    - Macropodus
    - Osphronemus
    - Sphaaerichthys
    - Trihogaster
    - Trichopsis
- Channoidea
  - Channidae
    - Channa
- Percoidea
  - Percidae
    - Boleosoma

  - Centrarchidae
    - Elassoma
    - Enneacanthus
    - Lepomis
    - Mesogonistius

  - Centropomidae
    - Chanda

  - Theraponidae
    - Therapon

  - Nandidae
    - Badis
    - Monocirrhus
    - Nandus
    - Polycentropsis
    - Polycentris

  - Toxotidae
    - Toxotes

  - Monodactylidae
    - Monodactylus

  - Scatophagidae
    - Scatophagus
    - Selenotoca

  - Pomacentridae
    - Amphiprion
    - Pomacentrus

  - Cichlidae
    - Aequidens
    - Apistogramma
    - Astronotus
    - Cichlasoma
    - Crenicichla
    - Etroplus
    - Geophagus
    - Haplochromis
    - Hemichromis
    - Herichthys
    - Labeotropheus
    - Nannacara
    - Pelmatochromis
    - Pterophyllum
    - Symphysodon
    - Tilapia
    - Tropheus
    - Uaru
- Gobiformes
  - Eleotridae
    - Dormitator
    - Mogurnda
    - Oxyeleotris

  - Gobidae
    - Brachygobius
    - Periophthalmus
- Mastacembeloidei
  - Mastacembelidae
    - Macrognathus
- Pleuronectoidei
- soleiformes
  - Achiridae
  - Achirinae
    - Achirus

### Din punct de vedere al mediului
- pești de apă dulce (șalău, crap, biban, păstrăv etc.)
- pești de apă sărată sau de mare (scrumbia de mare, pălămida etc);
- pești de mare migratori, care trăiesc atât în ape dulci cât și în ape sărate (chefalul de mare, nisetrul, morunul etc).

### După felulscheletului
- pești cu schelet osos (crap, șalău, știucă, păstrăv, somn, biban etc);
- pești cu schelet cartilaginos-osos (sturioni)
- pești cu schelet cartilaginos (rechin, sturion, câinele de mare, pisica de mare etc).

### După regimul alimentar

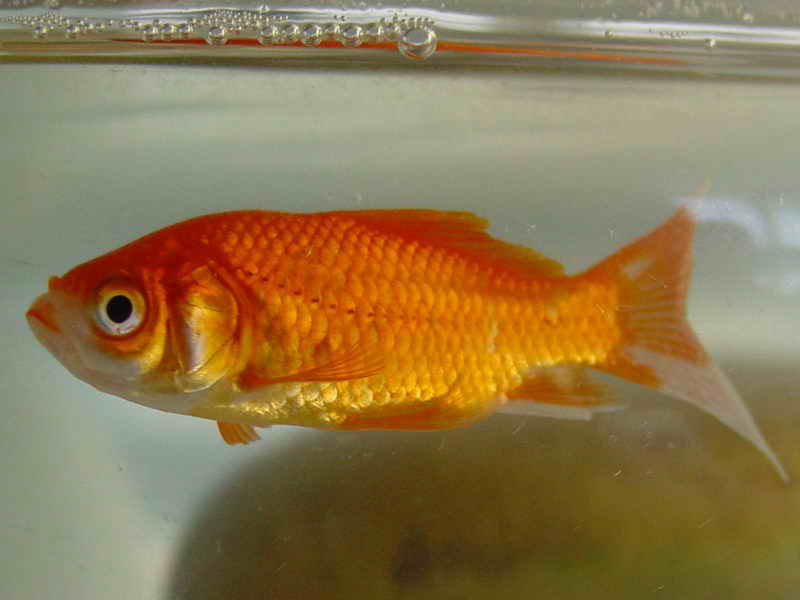
Carassius auratus

- pești carnivori (răpitori), de exemplu știuca;
- pești cu regim vegetal (fitofagi), de exemplu crapul chinezesc;
- pești cu regim mixt: crap, caras.

## Simbolistica
Peștele reprezintă simbolul creștinismului, semnul lui fiind folosit în epoca antică de către creștini pentru a se recunoaște între ei.

## Pescuitul și creșterea peștilor
Potrivit Organizației de Hrană și Agricultură de la ONU, aproape 64 de milioane de tone de pește sunt produse anual în crescătorii, la mică distanță de cele 67 de milioane de tone de pește din pescuit.
Până în 2015, acvacultura va depăși pescuitul ca sursă principală.
În anul 2014, piața globală a acvaculturii era de 135 de miliarde de dolari iar până în 2019, aceasta va crește la 195 miliarde de dolari.

### Carnea de pește[4]
| Compoziția chimică și valoarea alimentară a cărnii de pește | Compoziția chimică și valoarea alimentară a cărnii de pește | Compoziția chimică și valoarea alimentară a cărnii de pește | Compoziția chimică și valoarea alimentară a cărnii de pește | Compoziția chimică și valoarea alimentară a cărnii de pește | Compoziția chimică și valoarea alimentară a cărnii de pește | Compoziția chimică și valoarea alimentară a cărnii de pește |
| ----------------------------------------------------------- | ----------------------------------------------------------- | ----------------------------------------------------------- | ----------------------------------------------------------- | ----------------------------------------------------------- | ----------------------------------------------------------- | ----------------------------------------------------------- |
| Specia                                                      | Partea comestibilă (%)                                      | Compoziția chimică a părții comestibile, (%)                | Compoziția chimică a părții comestibile, (%)                | Compoziția chimică a părții comestibile, (%)                | Compoziția chimică a părții comestibile, (%)                | Valoarea energetică kcal/100 g                              |
| Specia                                                      | Partea comestibilă (%)                                      | Apă                                                         | Proteine                                                    | Lipide                                                      | Substanțe minerale                                          | Valoarea energetică kcal/100 g                              |
| Păstrăv                                                     | 50                                                          | 77,6                                                        | 19,1                                                        | 2,1                                                         | 1,21                                                        | 104                                                         |
| Calcan                                                      | 45                                                          | 81,4                                                        | 16,5                                                        | 0,7                                                         | 1,30                                                        | 79,3                                                        |
| Crap                                                        | 55                                                          | 72,4                                                        | 18,0                                                        | 7,1                                                         | 1,30                                                        | 151                                                         |
| Șalău                                                       | 50                                                          | 78,4                                                        | 19,2                                                        | 0,73                                                        | 1,22                                                        | 94                                                          |
| Știucă                                                      | 55                                                          | 79,6                                                        | 18,4                                                        | 0,85                                                        | 1,05                                                        | 89                                                          |
| Hering                                                      | 63                                                          | 62,8                                                        | 17,3                                                        | 18,8                                                        | 1,26                                                        | 255                                                         |